# Most Hohenzollern
Most Hohenzollern (nemško Hohenzollernbrücke) je most čez reko Ren v nemškem mestu Köln. Ren prečka v kilometru 688,5. Prvotno je bil železniški in cestni most, po uničenju leta 1945 in njegovi nadaljnji obnovi je le železniški, za pešce ter kolesarje.
To je najbolj uporabljen železniški most v Nemčiji z več kot 1200 vlaki na dan. Povezuje glavno železniško postajo Köln in Köln Messe/Deutz.

## Zgodovina
Most je bil zgrajen med letoma 1907 in 1911. Nasledil je star Stolnični most (Dombrücke), ki je bil porušen. Prejšnji most ni več ustrezal naraščajočemu prometu. Nov most je dobil ime po družini Hohenzollern (princi, volilni knezi, kralji in cesarji Brandenburga in Prusije).
Predsednik direktorata za železniški promet v Kölnu Paul von Breitenbach je začel načrtovanje in gradnjo predal svojemu nasledniku Rudolfu Schmidtu leta 1906. Projekt je vodil železniški inženir Fritz Beer in pod njegovim vodstvom Friedrich Dirksen. Most so gradili od leta 1907 do 1911. 22. maja 1911 je most odprl cesar Viljem II. 
Most je bil sestavljen iz treh vzporednih mostovnih delov, vsak s tremi jeklenimi paličnimi loki v vzdolžni smeri za vključitev štirih železniških tirov in ceste. Čeprav je bila lokacija mostu in železniške postaje že v prejšnji strukturi sporna, je most Hohenzollern prevzel usmeritev prejšnjega mostu na osrednji osi stolnice.
- Kralj Friderik Viljem IV.
 (severna zapornica na desnem bregu Rena)
- Cesar Viljem I.
 (južna zapornica na desnem bregu Rena)

Štirje konjeniški kipi pruskih kraljev in nemških cesarjev iz družine Hohenzollern stojijo ob boku vsake ploščadi. Že Stolnični most sta krasila kipa pruskega kralja  Friderika Viljema IV. kiparja Gustava Blaeserja in cesarja Viljema I. kiparja Friedricha Draka, ki sta zdaj na desnem bregu Rena. Poleg teh kiparjev je Louis Tuaillon izdelal konjeniška kipa cesarja Friderika III. in Viljema II., ki sta bila postavljena na levem bregu Rena. Kipi simbolizirajo obdobje pruske vladavine v Renski provinci. 
- Cesar Frederik III.
 (severna zapornica na levem bregu Rena)
- Cesar Viljem II.
 (južna zapornica na levem bregu Rena)

Most je bil eden najpomembnejših mostov v Nemčiji med drugo svetovno vojno; tudi med doslednimi dnevnimi zračnimi napadi ni bil močno poškodovan. 6. marca 1945 pa so ga nemški vojaški inženirji razstrelili, preden so zavezniški vojaki začeli svoj napad na Köln.
Po koncu vojne je bil most najprej zasilno usposobljen, kmalu pa se je začela resna obnova. 8. maja 1948 je bila most spet prehoden za pešce.
Prometne površine za cestni promet (južne) so bile odstranjene, tako da je zdaj most sestavljen samo iz šestih posameznih mostov, zgrajenih delno v svoji stari obliki. Ohranjeni portali in mostni stolpi niso bili popravljeni in so jih leta 1958 porušili. Leta 1959 je bila končana obnova mostu.
Leta 1980 je bil most obnovljen z dvema novima prometnima pasovoma. Zelo majhen del stare cestne zapornice na strani Deutz je bil ohranjen skupaj s tlakovci in tramvajskimi tiri. Preostanek so odstranili zaradi gradnje Kölnskega triangla in spremembe sredine za pešce in kolesarje.
Most zdaj prečka več kot 1200 vlakov redno vsak dan. Je zelo pomemben del Kölna, saj povezuje osrednjo železniško postajo z večjimi evropskimi mesti na drugi strani Rena.
Skupna dolžina je 409,19 metra.
Od leta 2008 ljudje obešajo ljubezenske ključavnice na ograje ob pešpoti in železniški progi.  
Nizozemska skupina Nits je mostu posvetila pesem Love Locks na albumu Malpensa, 2012.

## Kronologija
- 1946–1948: rekonstrukcija z najprej le po dvema tiroma in pešpotema;
- 1956–1959: razširitev mostu za dva dodatna tira;
- 15. marec 1959: na razširjenem mostu sta bila odprta za promet 3. in 4. tir, kar spet omogoča predvojne zmogljivosti proge;
- 1986–1987: prenovljena razširitev mostu z dvema dodatnima tiroma za mestno železnico. Stebri so bili prav tako razširjeni in povezani z obstoječimi;
- 1988–1991: obnova starejših delov mostu v vrednosti 50 milijonov nemških mark. Okoli 27 000 delov (največja teža 3,5 tone) je bilo zamenjanih in prebarvanih.